# Carattere di Dirichlet
In matematica, un carattere di Dirichlet modulo q è una funzione aritmetica completamente moltiplicativa che estende a tutti i naturali un carattere del gruppo delle unità di Z/qZ. Più precisamente, dato un intero positivo q, una funzione aritmetica χ(n) si dice essere un carattere modulo q se esiste un omomorfismo f dal gruppo degli invertibili di Z/qZ negli invertibili di C tale che
{\displaystyle \chi \left(n\right)=\left\{{\begin{matrix}0&{\mbox{se}}\ \left(n,q\right)>1,\\f\left(n\right)&{\mbox{altrimenti.}}\end{matrix}}\right.}
Se come funzione f si prende la funzione costantemente uguale a 1, allora il carattere χ1 associato ad f è detto carattere principale modulo q. 
Se un carattere di Dirichlet modulo q si può scrivere come prodotto di un carattere modulo un intero k strettamente minore di q (che dovrà necessariamente essere un divisore di q) e il carattere principale modulo q, allora esso verrà detto non primitivo. I caratteri che non sono non primitivi, sono detti primitivi.

## Proprietà elementari
Dato che per ogni intero positivo q vi sono esattamente φ(q) caratteri di Z/qZ, si ha che lo stesso vale per i caratteri di Dirichlet modulo q. Inoltre, dalla definizione discende subito che essi sono completamente moltiplicativi, periodici di periodo q e che hanno immagine nell'insieme comprendente 0 e le radici φ(q)-esime dell'unità. 
Dato un carattere di Dirichlet {\displaystyle \chi }, si può definire il suo carattere coniugato {\displaystyle {\overline {\chi }}}, definendolo semplicemente come
{\displaystyle {\overline {\chi }}(n)={\overline {\chi (n)}}.}
Chiaramente, se {\displaystyle \chi } è un carattere di Dirichlet modulo q, anche {\displaystyle {\overline {\chi }}} lo è.
Un'altra importante proprietà dei caratteri di Dirichlet è la seguente: se χ è un carattere modulo q, allora per ogni coppia di interi m ed n con n e q coprimi si ha
{\displaystyle \sum _{\chi {\text{ mod }}q}\chi (m){\overline {\chi }}(n)={\begin{cases}\varphi (q)&{\text{se }}m\equiv n{\text{ mod }}q,\\0&{\text{altrimenti,}}\end{cases}}}
ove la somma è su tutti i caratteri modulo q.